# Черца
Черца је насеље у Италији у округу Катанија, региону Сицилија.
Према процени из 2011. у насељу је живело 3124 становника. Насеље се налази на надморској висини од 133 м.